# Megaloproctus fumipennis
Megaloproctus fumipennis är en stekelart som först beskrevs av Szepligeti 1904.  Megaloproctus fumipennis ingår i släktet Megaloproctus och familjen bracksteklar. Inga underarter finns listade i Catalogue of Life.